# Burmoniscus somalius
Burmoniscus somalius is een pissebed uit de familie Philosciidae. De wetenschappelijke naam van de soort is voor het eerst geldig gepubliceerd in 1975 door Ferrara.